# Confédération gabonaise des syndicats libres
La Confédération gabonaise des syndicats libres (CGSL), est une confédération syndicale du Gabon fondée en 1991. Elle est affiliée à la Confédération syndicale internationale (CSI). 

## Histoire
Après la promulgation de la Constitution du 26 mars 1991 et son article 13 qui consacre le droit de former des syndicats dans les conditions fixées par la loi, la CGSL est fondée en août 1991.

## Dirigeants
- Jean-Claude Békalé